# 전자사전과 사전편찬
전자사전(電子辭典)은 종이의 인쇄매체를 통하여 만들어진 책으로 된 사전의 내용을 컴퓨터 저장 장치 등과 같은 기억 매체에 축적하여 전자화한 사전. 컴퓨터에 설치해 간편하게 활용할 수 있으며 용어 이해 능력을 배가시켜 주고 있다.

## 개요
디지털 전자사전은 단순하게 조회와 검색만 가능한 전자사전과 구별하기 위하여 디지털 전자사전으로 불리고 있다.
대표적인 디지털 전자사전으로 알려진 브리태니커는 1989년 CD롬으로 백과 사전을 만들었고, 1995년 ‘이제 디지털이다’라고 하여 전 세계 방문 판매 조직을 1년 사이에 없앴다. 한국에서 종이책은 2002년판을 마지막으로 잘 안 팔리고 있다. 한국브리태니커는 편찬 기능을 유지하고 매년 20%씩 업데이트하고 있다.

## 인쇄사전의 장점
인쇄사전(일명 종이사전)의 장점이라고 하면 전체적으로 조망하기가 좋다, 눈이 덜 피로하다, 관련있는 어휘들이 모여있다, 사전에 충실하다 등이 있겠고 전자사전의 장점이라고 하면 검색이 잘 된다, 가볍고 부피가 작다, 분량의 제한이 거의 없다, 편집, 갱신이 용이하다, 정보간의 상호연결이 쉽다 등이 있다. 여기에 웹사전 만이 가진 접근성이 좋다, 화면이 크다 정도의 장점을 더 언급할 수 있겠다. 사실 인쇄사전과 전자사전은 양자가 상호 보완적인 면이 있어 전자사전의 장점이 인쇄사전의 단점으로 보일 수 있다.
인쇄사전의 가장 큰 장점은 가독성이 좋다는 것이다. 확실히 인쇄물로 읽으면 눈이 덜 피로하며 작은 글씨까지 분명하게 읽힌다. 전자사전이나 웹사전에 비해 오래 읽어도 집중력이 떨어지지 않는다. 또 전자사전에 비해 월등히 크고 웹사전과 비교해도 정보가 빽빽하게 들어있어서 그렇지 한눈에 보이는 화면 자체는 큰 편이라 시원한 느낌을 준다.
인쇄사전의 또 다른 장점으로는 관련있는 어휘들이 모여있다는 것이다. 이것도 가나다 배열이냐, 둥지 알파벳 배열이냐 벽감 알파벳 배열이냐에 따라 달라지긴 하지만 대부분의 인쇄사전에서는 형태적으로 관련있는 어휘들이 근처에 모여있다. 전자사전에서는 이러한 효과를 내기 위해 어휘들간의 관련성을 찾아 별도로 엮어주어야 한다. 물론 전자사전에서는 별도의 처리를 통해 인쇄사전에 비해 관련있는 어휘들을 더욱 잘 보여줄 수 있다. 하지만 인쇄사전에서처럼 한눈에 관련 어휘들을 모아주기는 간단하지 않다.
위에서 언급한 구체적인 경우의 제시까지 가지 않더라도 인쇄사전이 ‘책이다’라는 사실 자체만으로도 일종의 장점이 될 수 있다. 책에 익숙한 기성세대들에게 더 친근한 인터페이스는 전자사전이 아닌 책이기 때문이다. 그리고 책이 가진 완결성의 느낌이라는 것도 있다. 전자사전은 디지털 매체이기 때문에 정보가 책보다는 검토가 덜 된 느낌을 준다. 실제로 책은 인쇄하기 전까지 계속 인쇄물을 대상으로 교정작업을 하므로 오류가 적은 편이나 전자사전에서는 인쇄사전을 변환하는 과정에서 생기는 오류도 종종 보인다. 또 책은 의외로 보존성이 뛰어나서 수십 년 지난 인쇄사전은 볼 수 있지만 전자사전은 10년만 지나도 데이터가 깨진다거나 하는 일이 빈번하다. 책이 수백 수천년 지난 다음에도 후대까지 남는 이유도 그 뛰어난 보존성 때문이다. 단적으로 책은 한두장 찢어져도 읽을 수 있지만 전자사전은 조금만 문제가 생겨도 전체를 읽을 수 없다. 즉 책이기 때문에 가지는 명백한 한계들이 있음에도 불구하고 책만이 가진 고유의 장점들 또한 분명히 있다.
전자사전은 가볍고 작다는 가장 큰 장점이 있다. 이 휴대성에 더해 용량의 제약이 거의 없다는 것은 전자사전만이 가지는 장점이다. 인쇄사전이 가진 물리적 한계 때문에 사전 편집자들은 수많은 정보를 빼거나 압축해야 했다. 그 정보의 압축이라는 것은 또 하나의 매력이긴 하지만 이제 전자사전에서는 필요에 의해 얼마든지 많은 정보를 담을 수 있고 발음이나 삽화와 같은 멀티미디어적인 요소들까지 충분히 담을 수 있게 되었다. 표준국어대사전이나 OED와 같은 거대한 사전들을 들고다닐 수 있게 되었다는 것은 놀라운 변화이다. 웹사전은 인터넷에 연결만 되어있으면 언제든지 사용이 가능하다는 점에서 전자사전의 휴대성을 확장했다고 볼 수 있다. 그리고 유무선 통합환경이 구축되면서 이러한 휴대성은 더욱 극대화되고 있다.
전자사전이 가진 그 다음의 장점은 정보를 다루기 쉽다는 점이다. 인쇄사전은 한번 발행하면 오류를 발견해도 다음 개정판까지 기다리지 않으면 안된다. 그리고 편집의 부담이 매우 크기 때문에 민중서림에서 발간된 불한사전의 경우 신조어를 뒤에 따로 첨부하여 알파벳 순으로 볼 수 없는 경우까지 있었다. 즉, 개정작업은 곧 새로운 사전 하나를 만든다는 것에 버금가는 노력을 필요로 했다. 그에 비해 전자사전은 언제든지 데이터를 수정하여 사전에 반영시킬 수 있다. 이것은 판(edition)의 개념이 없어지는 것이라고 봐도 좋다. 이렇게 정보를 유연하게 다룰 수 있기 때문에 관련정보를 묶어서 보여주는 것도 쉽고, 또 정보와 정보간의 관계를 부여하는 것도 쉽다. 인쇄사전은 가나다 순이므로 사회주의, 사회과학은 가까이 놓여있지만 산업사회, 통제사회는 멀리 떨어져있다. 하지만 전자사전에서는 이 모든 것을 한 눈에 볼 수 있다.
웹사전은 전자사전에 비해 화면이 크고 항상 인터넷에 연결되어 있으므로 더욱 많은 정보를 유기적으로 엮을 수 있다. 백과사전의 항목을 읽으며 실제 언론이나 단행본 등에서 사용된 용례를 바로 읽을 수 있다거나 어떤 용언이 특정 격틀로 사용된 경우만을 뽑아낸다거나 하는 것은 웹사전이기 때문에 구현 가능하다. 물론 그 뒷단에서 말뭉치를 이용한 선행작업들이 되어있어야 한다.

## 인쇄사전과 전자사전의 차이
2009년까지 한국에서 출시된 전자사전들은 점차 인쇄사전을 전자사전화하기 시작하였다. 인쇄사전의 편집, 집필과정에서 전자사전적인 방법론을 사용한 경우는 있지만 최종 편집은 인쇄사전을 염두에 두고 진행되었다. 따라서 인쇄사전의 한계에 의해 전자사전만의 장점을 살리지 못한 경우가 종종 있으며 인쇄사전과 전자사전이라는 매체의 차이를 먼저 인식할 필요가 있다.
가장 큰 것은 편집체계의 차이이다. 인쇄사전의 편집은 개개의 페이지를 일일이 수정하는 것이나 전자사전의 편집은 필드별로 구분한 내용을 일정한 형식에 맞추어 화면에 뿌려주는 것이다. 따라서 인쇄사전은 항목별로 그 경우에 맞춘 편집이 가능하나 전자사전에서는 한번의 편집이 전체의 체계에 영향을 준다. 따라서 대개의 표제어가 2-5음절인데 극소수의 표제어가 10음절 이상을 가지고 있다면 10음절 이상의 표제어를 별도로 처리한다거나 하는 일이 필요하다. ‘표준’의 경우 용언 활용형의 발음이 복수개가 허용되어있다. 그 때문에 원형, 원형 발음1, 원형 발음2,…, 활용형, 활용형 발음 1, 활용형 발음 2,… 이런 식으로 표제어 단에서 보여주어야 할 요소가 매우 늘어난다. 하지만 사전의 대부분을 명사가 차지하고 있는데 용언 복수 활용형의 발음을 보여주기 위해 최상단의 필드를 늘리는 것은 경제적이지 못하며 또 화면도 정리되지 못한 느낌을 줄 수 있다. 이런 경우는 인쇄사전의 체계에서 벗어나 다른 예외처리를 하는 것이 합리적이다.
두 번째는 구조적인 것이다. 인쇄사전에서는 특정 항목에 대해 여러단계로 깊게 설명할 수 있다. 하지만 전자사전에서는 단계가 깊어질수록 프로세스가 매우 복잡해진다. 언어학적으로는 6단계까지의 기술이 더욱 적합할 수도 있지만 6단계까지 가는 경우가 별로 없다면 전자사전에서는 4단계 정도에서 끝내는 것이 크게 봐서 효과적일 수 있는 것이다. 사전 기술은 사람이 하는 일이라 이 정도의 조절은 얼마든지 할 수 있다. 그렇다면 전자사전에서 최적화된 구조를 먼저 인지하고 이후 사전 기술을 그 구조에 맞춰 수행하는 것이 합리적이다. 예를 들어 ‘연세한국어사전’에서는 격틀이 의미번호의 바깥쪽에 따로 기술되어 있는데 이런 구조는 전자사전에서 구현하기에는 불편하다. 이런 경우 예문이나 의미에 격틀을 연속하여 기술하는 것으로 문제를 해결할 수 있다. 인쇄사전에서는 부가정보가 약간 애매한 위치에 기술되어 있어도 사람이 눈으로 보고 그 모호성을 극복할 여지가 있지만 전자사전에서는 미리 설계된 형태만을 출력할 수 있으므로 부가정보의 위치도 정확하게 넣을 필요가 있다. 전자사전에서는 요소들간의 구조적인 관계설정이 중요하다.
세 번째는 텍스트냐 이미지냐의 문제이다. 인쇄사전에서는 부피를 최소화하고 가독성을 높이기 위해 약물을 사용하는 경우가 많은데 이것이 적당히 활용되면 정보를 효과적으로 주는 것이 되지만 이미 인쇄사전에서는 너무 많이 사용되어 암호와 다름없는 형태가 된 면이 있다. 또 이러한 약물들은 자의적으로 쓰므로 컴퓨터 코드에 미리 규정되어있지 않아 이미지로 그리지 않으면 표현이 어렵다. 이런 경우는 최대한 풀어주고 코드화하는 것이 중요하다. 그 편이 직관적일 뿐 아니라 컴퓨터 상에서 자료를 다루는데 더 용이하기 때문이다.
한때 인터넷 일본어사전의 일본식 한자가 모두 이미지로 표현되어 검색이 안될 정도로 문제가 있었다. 이후 그것이 모두 코드로 바뀌어 문제가 해결되었다. 컴퓨터에서 자료를 처리한다면, 특히 사전처럼 정보량이 많고 구조가 복잡한 것들은 최대한 텍스트로 풀어쓰고 XML과 같은 형태로 상세하게 태깅이 되어있는 편이 바람직하다. 이상의 세가지를 염두에 두고 인쇄사전을 전자사전화 한다면 큰 문제는 벌어지지 않는다. 하지만 그 재편집과정에서 원 인쇄사전의 저작권을 일부 침해하는 경우가 생길 수 있다.

## 같이 보기
- 전자 사전
- 사전 편찬